# Максимова, Тамара Владимировна
Татьяна Владимировна Максимова (род. 14 января 1939, Петропавловск, Северо-Казахстанская область, Казахская ССР, СССР) — советский и российский филолог, кандидат филологических наук, профессор Волгоградского государственного университета, почетный работник высшего и профессионального образования РФ.

## Биография
Родилась в городе Петропавловске Северо-Казахстанской области.
В 1962 году окончила Алма-атинский государственный педагогический институт иностранных языков по специальности «Английский и русский языки», там же приступила к трудовой деятельности на кафедре лексики и фонетики английского языка.
С 1964 по 1980 годы преподавала в Волгоградском государственном педагогическом институте. В 1979 защитила диссертацию в Московском государственном институте иностранных языков им. М. Тореза.
Является создателем двух кафедр: с 1980 по 1982 года была заведующей кафедрой иностранных языков, с 1982 года трижды избиралась на должность заведующей кафедрой английской филологии.
В 1984—1985 годах работала в университете города Бат, Великобритания, в 1988 году — в Кентском университете, США.
В 1996 году ей было присвоено звание профессора.
По состоянию на 2021 год преподает в Волгоградском государственном университете на кафедре английской филологии института филологии и межкультурной коммуникации.

## Педагогическая деятельность
В Волгоградском государственном университете она ведет такие курсы, как Лексикология современного английского языка, Введение в германскую филологию, Семантика английского глагольного слова, Английские заимствования в русском языке, Сравнительно-типологическое изучение словообразовательных систем в английском и русском языках.
Проводит практические и семинарские занятия у студентов 2-3 курсов, руководит курсовыми, дипломными работами. Ею разработаны лекционные курсы по теории языка, она принимает вступительные кандидатские экзамены в аспирантуру у соискателей разных специальностей.

## Профессиональные достижения
Проводит научные исследования в области семантики, словообразования, семантической и функционально-стилистической адаптации заимствованных слов в русском языке.
Является автором 50 научных и научно-методических работ, 5 словарей и 4 учебно-методических пособий по деловому письму и переводу. Ее Словарь англицизмов в 2001—2002 годах вышел в издательстве Оксфордского университета.

## Научные труды
За свою жизнь написала и опубликовала более 80 научных трудов, среди которых можно отметить:
- A Dictionary of European Anglicisms : slovar’. — Oxford University Press, 2001. — 352 с.;
- An Annotated Bibliography of European Anglicisms. — Oxford University Press, 2002. — С. 210—227. — Соавт.: Е. А. Пелих;
- English in Europe. — Oxford University Press, 2002. — С. 195—212;
- English-Russian Dictionary of Acronyms and Abbreviations of Economic Terms : dictionary. — Волгоград : [б. и], 2002. — 182 с.;
- Anglicisms in Russian — recent developments // Festschrift — 10 Jahre wissen-schaftliche zusammenarbeit der Universitäten Köln — Wolgograd, 1993—2003. — Köln, 2003. — С. 76-82;
- Заимствования в контексте лингвокультур : англо-русские параллели // Культура народов Причерноморье : научный журнал межвузовского центра «Крым» Таврического национального университета. — 2004. — Т. 1, № 49. — С. 85-92;
- Функционально-коммуникативное пространство имени собственного // Вестник Волгогр. гос. ун-та. Сер. 2, Языкознание. — 2006. — Вып. 5. — С. 93- 99;
- Языковые процессы глобализации: простота или сложность? // Встреча с простотой : монография. — Волгоград, 2006. — С. 259—274. — Соавт.: А. В. Олянич;
- Англо-русский словарь сокращений. Экономическая терминология : словарь. — М. : Восток-Запад, 2007. — 189 с.;
- Язык цвета в современной экономике // Свет и цвет в экономике и обществе : монография. — Волгоград, 2008. — Гл. 24. — С. 568—593;Краткий англо-русский словарь наиболее распространенных свето-цветовых терминов современного обществознания // Свет и цвет в экономике и обществе. — Волгоград, 2008. — С. 702—734. — Соавт.: О. В. Иншаков, Д. П. Фролов.